# Jaume Puig i Beuló
Jaume Puig i Beuló (abril de 1638, Perafita – 11 de setembre de 1714, Barcelona), més conegut com a Jaume Puig de Perafita, va ser un militar català amb especial protagonisme a la Guerra de Successió Espanyola.
Va néixer a l'abril de 1638 al Mas Puig o antiga casa del Puig (Perafita). Es casà amb Eulàlia Sorribes i tingueren 3 fills i 4 filles: Antoni, Francesc, Raimon, Gertrudis, Francesca, Maria Àngela i Eulàlia.
A les darreries del segle xvii fou capità de fusellers de la Companyia d'Osona, juntament amb els seus fills Antoni i Francesc, que s'enfrontà a les tropes franceses durant la Guerra dels Nou Anys (1689-1697).
Tingué un paper destacat en la Guerra de Successió. Juntament amb Josep Mas i Torre, Bac de Roda i Carles Regàs, preparà la insurrecció austriacista del 1704. El 17 de maig de 1705, junt amb els seus fills Antoni i (Francesc/Josep Maria?) Puig i Sorribes, va ser un dels signants del Pacte dels Vigatans, que va desencadenar el Tractat de Gènova (20 de juny de 1705), amb què Catalunya es comprometia a entronitzar el pretendent austríac i Anglaterra a respectar les Constitucions catalanes. Quan la guerra va esclatar al Principat, Jaume Puig va liderar diverses milícies al front de l'Empordà, mentre que els seus fills foren capitans amb grau de coronel de les Reials Guàrdies Catalanes de Carles III. Durant la guerra els borbònics incendiaren Perafita, i en concret la casa dels Puig, sobre les runes de la qual es va edificar l'actual casa Castellnou.
A la fi de la guerra, Jaume Puig de Perafita va participar en la defensa de l'11 de setembre de 1714 com a capità de fusellers. Amb setanta-sis anys, va morir lluitant als enfrontaments del Pla de Palau.